# Upplev Sverige
Upplev Sverige - literalmente Conheça a Suécia - é um guia turístico elaborado por Mats Ottosson e Åsa Ottosson, com fotografia de Peter Hanneberg e ilustrações de  Agnes Miski-Török, publicado em 2008, 2010 e 2011, pela Editora Bonnier.  

É um dos guias mais completos da Suécia, com mais de 3 100 artigos, ilustrados com fotografias, gravuras e mapas, além de listas e explicações globais.